# Pleurophragmium bitunicatum
Pleurophragmium bitunicatum är en svampart som beskrevs av Matsush. 1975. Pleurophragmium bitunicatum ingår i släktet Pleurophragmium, divisionen sporsäcksvampar och riket svampar.   Inga underarter finns listade i Catalogue of Life.